# BAI1
Le BAI1 (« Brain-specific angiogenesis inhibitor 1 ») est une protéine de la famille des récepteurs couplés aux protéines G à adhésion. Son gène est le BAI1 situé sur le chromosome 8 humain.

## Rôles
Il est exprimé au niveau des synapses et sa stimulation permet l'activation la voie du facteur Rho et ERK. Stimulé par les protéines Par3 et TIAM1, Il favorise la formation des synapses, intervenant dans la plasticité synaptique, en particulier au niveau de l'hippocampe.
Il a une activité inhibitrice de l'angiogenèse : la protéine peut être clivée donnant la vasculostatine 40 (pour son poids moléculaire exprimé en daltons), cette dernière ayant la propriété d'anti-angiogenèse.  
Il régule la phagocytose et favorise la fusion des myoblastes.

## En médecine
Son expression est fortement diminuée dans les glioblastomes, probablement par l'intermédiaire d'une surexpression du gène MBD2.